# Reprezentacja Grecji w hokeju na lodzie mężczyzn
Reprezentacja Grecji w hokeju na lodzie mężczyzn — kadra Grecji w hokeju na lodzie mężczyzn.

## Historia
Od 1987 roku jest członkiem IIHF.